# Volksentscheid „Gesetz zur Erhaltung der kommunal verankerten Sparkassen im Freistaat Sachsen“
Der Volksentscheid „Gesetz zur Erhaltung der kommunal verankerten Sparkassen im Freistaat Sachsen“, auch Sparkassenentscheid, war eine landesweite Abstimmung im Freistaat Sachsen, die am 21. Oktober 2001 durchgeführt wurde. Der Volksentscheid wurde mit 85,2 % Zustimmung angenommen.

## Hintergrund
1999 wurde durch das vom Sächsischen Landtag beschlossene Gesetz zur Neuordnung der öffentlich-rechtlichen Kreditinstitute im Freistaat Sachsen einschließlich der Sächsischen Aufbaubank GmbH die Möglichkeit geschaffen, dass sich Sparkassen gemeinsam mit der Landesbank Sachsen und der Sächsischen Aufbaubank zum „Sachsen Finanzverband“ zusammenschließen können. Die Mitgliedschaft war freiwillig. Das Gesetz wurde vom Verfassungsgerichtshof des Freistaates Sachsen nicht für verfassungswidrig befunden.
Die Initiatoren des zur Abstimmung gestellten Entscheids wandten sich gegen die Aufnahme der Sparkassen in den Verband, da sie die Selbständigkeit der Sparkassen gefährdet sahen. Ziel war es, zum Sparkassengesetz von vor 1999 zurückzukehren. Auf den Stimmzetteln war über die Frage abzustimmen, ob der Entwurf des „Gesetzes zur Erhaltung der kommunal verankerten Sparkassen im Freistaat Sachsen“ zum Gesetz werden sollte.

## Ergebnis
| STIMMKREIS                          | Abstimmungsbeteiligung | ungültig | gültig | JA   | NEIN |
| ----------------------------------- | ---------------------- | -------- | ------ | ---- | ---- |
| STIMMKREIS                          | in %                   |          |        |      |      |
| Freistaat Sachsen                   | 25,9                   | 0,4      | 99,6   | 85,2 | 14,8 |
| Annaberg                            | 21,7                   | 0,5      | 99,5   | 77,6 | 22,4 |
| Aue-Schwarzenberg                   | 23,2                   | 0,4      | 99,6   | 77,2 | 22,8 |
| Bautzen                             | 34,7                   | 0,3      | 99,7   | 89,7 | 10,3 |
| Chemnitz, Stadt                     | 21,9                   | 0,3      | 99,7   | 90,5 | 9,5  |
| Chemnitzer Land                     | 26,9                   | 0,5      | 99,5   | 90,3 | 9,7  |
| Delitzsch                           | 31,3                   | 0,2      | 99,8   | 90,5 | 9,5  |
| Döbeln                              | 24,2                   | 0,5      | 99,5   | 86,1 | 13,9 |
| Dresden, Stadt                      | 19,3                   | 0,5      | 99,5   | 74,7 | 25,3 |
| Freiberg                            | 28,5                   | 0,7      | 99,3   | 87,4 | 12,6 |
| Görlitz, Stadt                      | 26,9                   | 0,3      | 99,7   | 86,5 | 13,5 |
| Hoyerswerda, Stadt                  | 16,3                   | 0,4      | 99,6   | 73,4 | 26,6 |
| Kamenz                              | 24,6                   | 0,5      | 99,5   | 81,0 | 19   |
| Leipzig, Stadt                      | 23,7                   | 0,3      | 99,7   | 79,6 | 20,4 |
| Leipziger Land                      | 26,5                   | 0,3      | 99,7   | 84,5 | 15,5 |
| Löbau-Zittau                        | 30,8                   | 0,3      | 99,7   | 89,6 | 10,4 |
| Meißen                              | 31,6                   | 0,3      | 99,7   | 91,3 | 8,7  |
| Mittlerer Erzgebirgskreis           | 22,2                   | 1,1      | 98,9   | 82,1 | 17,9 |
| Mittweida                           | 23,3                   | 0,4      | 99,6   | 75,1 | 24,9 |
| Muldentalkreis                      | 27,7                   | 0,5      | 99,5   | 89,2 | 10,8 |
| Niederschlesischer Oberlausitzkreis | 28,9                   | 0,3      | 99,7   | 88,5 | 11,5 |
| Plauen, Stadt                       | 24,1                   | 0,3      | 99,7   | 88,8 | 11,2 |
| Riesa-Großenhain                    | 26,4                   | 0,4      | 99,6   | 83,3 | 16,7 |
| Sächsische Schweiz                  | 21,5                   | 0,4      | 99,6   | 73,3 | 26,7 |
| Stollberg                           | 28,4                   | 0,4      | 99,6   | 89,1 | 10,9 |
| Torgau-Oschatz                      | 40                     | 0,6      | 99,4   | 91,8 | 8,2  |
| Vogtlandkreis (ohne Plauen)         | 26,4                   | 0,2      | 99,8   | 91,8 | 8,2  |
| Weißeritzkreis                      | 21                     | 1,1      | 98,9   | 66,9 | 33,1 |
| Zwickau, Stadt                      | 32,5                   | 0,2      | 99,8   | 96,4 | 3,6  |
| Zwickauer Land                      | 36,5                   | 0,2      | 99,8   | 96,8 | 3,2  |

Damit wurde der Volksentscheid angenommen. Das Gesetz wurde am 6. Februar 2002 verkündet und trat damit in Kraft.

## Belege
1. ↑  Referat Kommunikation und Öffentlichkeitsarbeit: Volksentscheid - 21. Oktober 2001 - Wahlen - sachsen.de. Abgerufen am 25. August 2023.
2. 1 2  Gesetz zur Erhaltung der kommunal verankerten Sparkassen im Freistaat Sachsen (SächsGVBl. S. 70).
3. ↑  Referat Kommunikation und Öffentlichkeitsarbeit: Abstimmungsergebnis - Wahlen - sachsen.de. Abgerufen am 25. August 2023.